# Palmarès dell'Amatori Modena 1945
L'Amatori Modena 1945 nella sua storia in ambito nazionale si è aggiudicato due campionati italiani; è arrivato secondo classificato per cinque volte (1955, 1956, 1961, 1962, 1970) e terzo classificato otto volte; ha disputato anche due finali di Coppa Italia e una finale di Coppa di Lega.

## Competizioni ufficiali

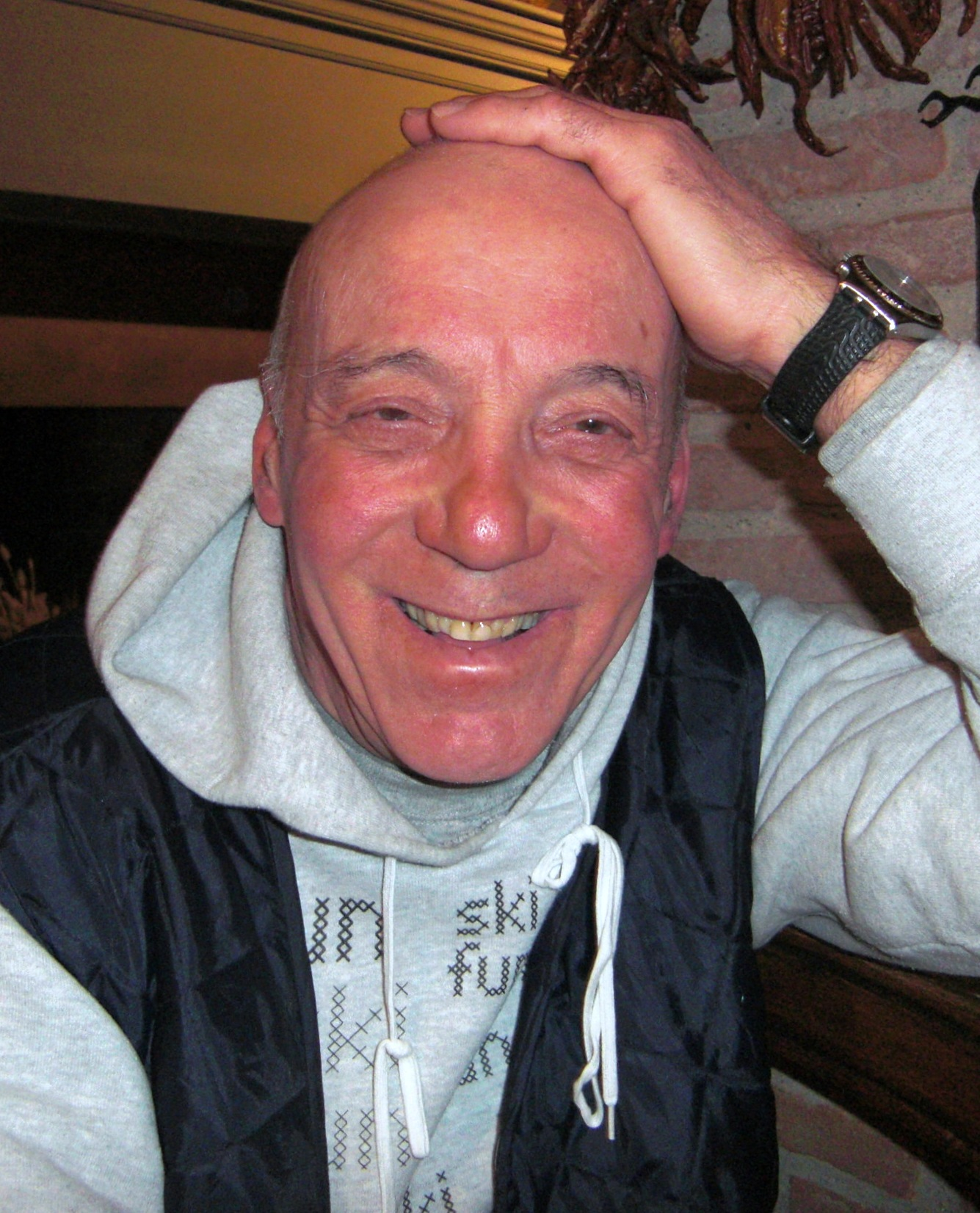
Francesco Fontana, portiere dell'Amatori Modena nei primi anni '70.

8 trofei

### Competizioni nazionali
2 trofei
- Campionato italiano: 2

1957, 1960

### Altre competizioni
6 trofei
- Campionato italiano di serie B/A2: 4

1952, 1984-1985, 1997-1998, 2004-2005
- Coppa Italia/Lega A2: 1

1997-1998
- Coppa Italia/Lega B: 1

2021-2022

## Altri piazzamenti

### Competizioni nazionali
- Campionato italiano:

2º posto: 1955, 1956, 1961, 1962, 1970
3º posto: 1958, 1959, 1963, 1964, 1965, 1966, 1969, 1971
- Coppa Italia:

Finale: 1969, 1971
- Coppa di Lega

Finale: 2001-2002